# Локалита Санта Марија (Асколи Пичено)
Локалита Санта Марија (итал. Località Santa Maria) насеље је у Италији у округу Асколи Пичено, региону Марке.
Према процени из 2011. у насељу је живело 27 становника. Насеље се налази на надморској висини од 445 м.